# Acrolophus australis
Acrolophus australis är en fjärilsart som beskrevs av Walsingham 1897. Acrolophus australis ingår i släktet Acrolophus och familjen Acrolophidae. Inga underarter finns listade i Catalogue of Life.